# Оросово
Оро́сово — деревня в Балезинском районе Удмуртии России. Входит в состав Эркешевского сельского поселения.

## География
Деревня находится у истока реки Унтемка.

### Часовой пояс
Деревня Оросово, как и вся Удмуртия, находится в часовой зоне МСК+1. Смещение применяемого времени относительно UTC составляет +4:00.

## Население
| 1961 | 2007 | 2010 | 2012 | 2014 |
| ---- | ---- | ---- | ---- | ---- |
| 83   | ↗335 | ↘255 | ↘249 | ↗308 |

## Улицы
| - ул. Заринская, - ул. Лесная, | - ул. Молодёжная, - ул. Русских. |

## Инфраструктура
В деревне функционирует основная общеобразовательная школа.

## Известные уроженцы
- Русских, Афанасий Афанасьевич (1923—1945) — советский военнослужащий, старший сержант, Герой Советского Союза.